# Željko Sopić
Željko Sopić (Zagreb, 26. srpnja 1974.) hrvatski je nogometni trener i bivši igrač. Trenutačno je trener poljskog kluba Widzew Łódź. Kao igrač igrao je na poziciji veznog igrača.

## Igračka karijera
Započeo je svoju profesionalnu karijeru kao nogometaš u NK Zagrebu 1994. godine i proveo tamo četiri godine s prvom momčadi kluba prije nego što je 1998. otišao u bundesligaš Borussiju Mönchengladbach. U svojoj jedinoj sezoni u njemačkoj Bundesligi upisao je 23 nastupa i postigao dva gola. Proveo je još jednu sezonu s Mönchengladbachom u 2. Bundesligi, nakon njihovog ispadanja iz prve lige 1999., prije nego što je u ljeto 2000. prešao u ligaški rival LR Ahlen. Igrao je za Ahlen do 2005., ukupno je imao 126 nastupa i 20 golova. Zatim se vratio u NK Zagreb u sezoni 2005./'06, prije nego što se pridružio NK Slaven Belupu, u ljeto 2006. Godine 2008. vratio se u Zagreb igrajući za NK Lokomotivu Zagreb.

## Reprezentativna karijera
Odigrao je dvije utakmice za hrvatsku B reprezentaciju, protiv Rumunjske 1998. i Francuske 1999.

## Trenerska karijera
Sopić je 2012. počeo kao trener u NK Rudešu, klub je vodio do 2015., a 2016. imenovan je privremenim trenerom zagrebačkog Dinama, nakon što je otišao Zoran Mamić. Sopić je prije toga radio kao trener Dinama Zagreb II u Drugoj hrvatskoj nogometnoj ligi, a potom kao pomoćnik trenera Ivayla Peteva u Dinamu Zagreb. Sopić je 30. siječnja 2017. postao pomoćnik Zoranu Mamiću u Al-Ainu, no dvije godine kasnije, 30. siječnja 2019., Mamić je napustio Al-Ain, a Sopić je postao trener kluba. Sabah iz Azerbajdžana je 26. studenoga 2019. objavio imenovanje Sopića na 18-mjesečni ugovor. U studenom 2022. imenovan je trenerom HNK Gorice, zamijenivši Igora Angelovskog, spasivši klub od ispadanja u dramatičnoj završnici. Trenutno je trener HNK Rijeke.

## Osobni život
Sopić je otac nogometaša Leona Sopića.

## Vanjske poveznice
- Edin Terzić na soccerway.com (engl.)